# Semblança

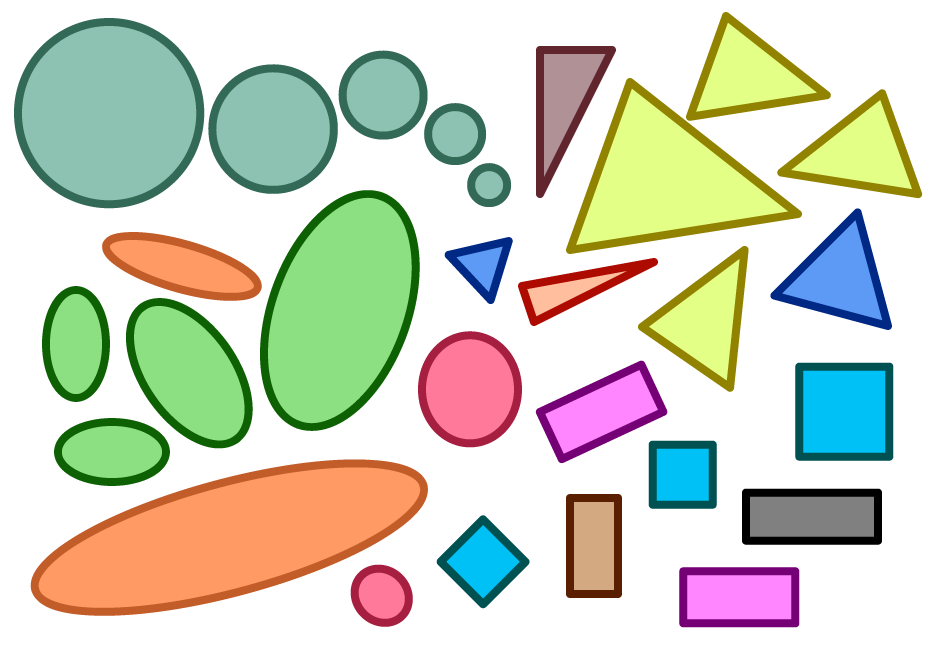
Les formes geomètriques del mateix color són semblants

Es diu que entre dos objectes hi ha una relació de semblança si es pot establir una relació entre els punts d'un dels objectes i els punts de l'altre de forma que la distància entre qualsevol parell de punts després de la transformació sigui la mateixa d'abans multiplicada per una constant. En altres paraules, hi ha semblança quan la forma és la mateixa i la mida és diferent.

## Definició
De manera més formal,
si {\displaystyle x} i {\displaystyle y} són elements d'un espai mètric M i
la funció {\displaystyle d\left(M,M\right)\to \Re } és la distància en {\displaystyle M}
i per a dos subconjunts de M, {\displaystyle A_{1},A_{2}} existeix una funció bijectiva {\displaystyle f\left(A_{1}\right)\to A_{2}} tal que
{\displaystyle d\left(f\left(x\right),f\left(y\right)\right)=c\times d\left(x,y\right)}
Per a tot x,y de, {\displaystyle A_{1}} i per algun c de {\displaystyle \mathbb {R} },
llavors els conjunts {\displaystyle A_{1}} i {\displaystyle A_{2}} són semblants.
De la funció {\displaystyle y=f\left(x\right)} que aplicada a tots els elements de {\displaystyle A_{1}} genera {\displaystyle A_{2}} es diu que és una relació de semblança

## Composició de relacions de semblança
La composició de dues relacions de semblança és també una relació de semblança, ja que:
Si {\displaystyle d\left(f\left(x\right),f\left(y\right)\right)=c_{1}\times d\left(x,y\right)}
i {\displaystyle d\left(g\left(x\right),g\left(y\right)\right)=c_{2}\times d\left(x,y\right)}
Llavors :
{\displaystyle {\begin{aligned}&d\left[\left(f\circ g\right)\left(x\right),f\circ g\left(y\right)\right]=d\left[f\left(g\left(x\right)\right),f\left(g\left(y\right)\right)\right]\\&=c_{1}\times d\left[g\left(x\right),g\left(y\right)\right]=\left(c_{1}\times c_{2}\right)\times d\left(x,y\right)\\\end{aligned}}}

### Cas de l'espai euclidià
En el cas de l'espai euclidià la distància entre dos punts 
{\displaystyle x=\left({\begin{matrix}x_{1}&x_{2}&x_{3}\\\end{matrix}}\right)} i {\displaystyle y=\left({\begin{matrix}y_{1}&y_{2}&y_{3}\\\end{matrix}}\right)} és:
{\displaystyle d\left(x,y\right)={\sqrt {\left(x_{1}-y_{1}\right)^{2}+\left(x_{2}-y_{2}\right)^{2}+\left(x_{3}-y_{3}\right)^{2}}}}
Amb aquesta distància, les translacions, les rotacions, les simetries i les homotècies són relacions de semblança.
Per tant, qualsevol composició de funcions d'aquest tipus també és una relació de semblança.
Per veure-ho n'hi ha prou en aplicar la definició de distància a la transformació de dos punts qualsevol per cada una d'aquestes funcions.
Translació.
{\displaystyle f\left(x_{1},x_{2},x_{3}\right)=\left(\left(x_{1}+t_{1}\right),\left(x_{2}+t_{2}\right),\left(x_{3}+t_{3}\right)\right)}
Rotació entorn a l'eix 3 (sense pèrdua de generalitat perquè sempre es pot fer un canvi de sistema de coordenades perquè qualsevol rotació es pugui fer entorn de l'eix 3.
{\displaystyle f\left(x_{1},x_{2},x_{3}\right)=\left(\left(x_{1}\cos \theta -x_{2}sin\theta \right),\left(x_{1}sin\theta +x_{2}\cos \theta \right),x_{3}\right)}
Simetria respecte al pla {\displaystyle x_{3}=0} (també sense pèrdua de generalitat pel mateix motiu).
{\displaystyle f\left(x_{1},x_{2},x_{3}\right)=\left(x_{1},x_{2},-x_{3}\right)}
Homotècia.
{\displaystyle f\left(x_{1},x_{2},x_{3}\right)=\left(t\times x_{1},t\times x_{2},t\times x_{3}\right)}

### Triangles semblants
En un espai dos triangles són semblants si i només si els seus angles són iguals. De fet com que els tres angles (en l'espai euclidià) sumen sempre 180°, n'hi ha prou amb dir que dos dels seus angles siguin iguals.
Un cas particular d'això és el teorema de Tales.
Cal tenir en compte que si l'espai no és euclidià això no és veritat. De fet comprovar qualsevol d'aquestes afirmacions (suma dels angles del triangle o semblança de triangles amb igualtat d'angles) és una forma per verificar si l'espai físic és euclidià o no.

## Auto semblança

Triangle de Sierpinski. Un conjunt que té una relació de semblança amb si mateix no trivial.)

Es diu que un conjunt és auto semblant si hi ha una relació de semblança amb si mateix diferent de la trivial (on {\displaystyle c\neq 1})